# Dipseudopsis adiaturix
Dipseudopsis adiaturix là một loài Trichoptera trong họ Dipseudopsidae. Chúng phân bố ở miền Ấn Độ - Mã Lai và được JS Weaver và H. Malicky miêu tả khoa học lần đầu tiên năm 1994.